# 옥현중학교
옥현중학교(玉峴中學校)는 대한민국 울산광역시 남구 무거동에 있는 공립 중학교이다.

## 학교 연혁
- 2002년 3월 1일 : 공립 옥현중학교 설립인가
- 2002년 3월 1일 : 제1대 정복조 교장 취임
- 2002년 3월 5일 : 제1회 입학식(14학급 남 337명, 여 246명 계 583명)
- 2005년 2월 18일 : 제1회 졸업식(졸업생 580명)
- 2022년 3월 1일 : 제8대 문성인 교장 취임
- 2022년 12월 15일 : 제19회 졸업식 (졸업생 9학급 223명, 누계 7,144명)
- 2023년 3월 2일 : 제22회 신입생 입학 (7학급 190명)

## 참고 자료
- 옥현중학교 - 한국교육학술정보원 학교알리미